# 儿童医院

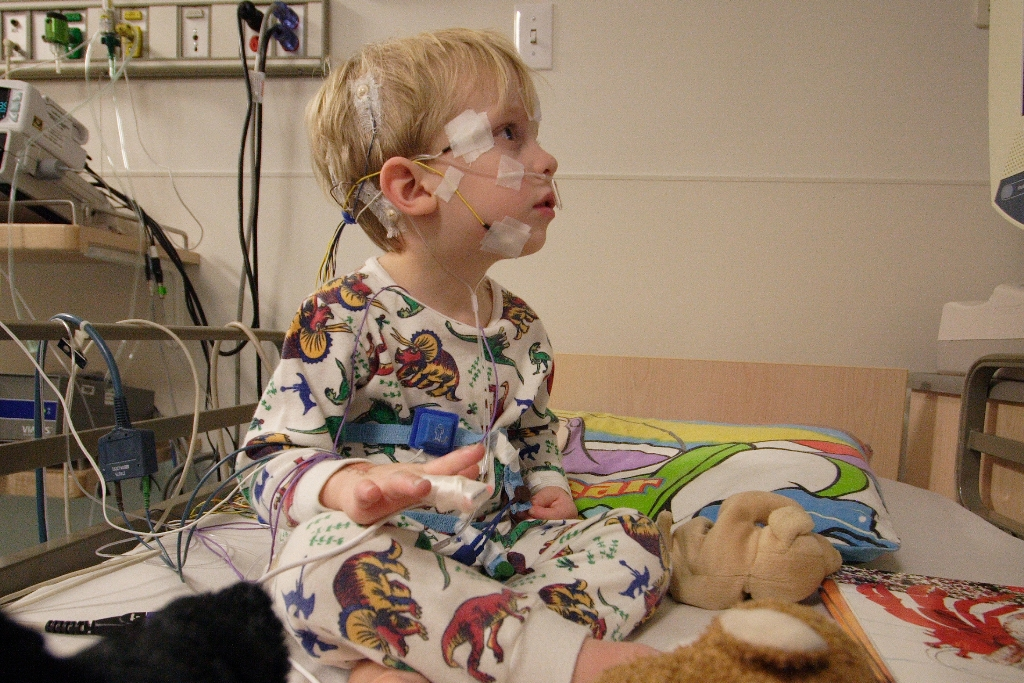
兒童在聖路易斯兒童醫院

兒童醫院（Children's hospital）是專為新生兒至青少年提供醫療服務的第三級轉診中心，其服務對象通常界定為0至18歲患者，部分機構如波士頓兒童醫院更將罕見疾病患者的收治年齡延至21歲。這類醫院多設於醫學中心內，與醫學院及兒科研究所形成三位一體的教學研究體系，例如費城兒童醫院即為賓夕法尼亞大學佩雷爾曼醫學院的核心教學醫院。
在服務範疇方面，兒童醫院普遍設有：
- 符合兒童解剖特徵的專屬醫療設備，如初生嬰兒深切治療部（NICU）的微型呼吸器
- 跨專科整合團隊，以香港兒童醫院為例，其癌症中心結合兒童血液科、兒童腫瘤科與放射治療科進行協作治療
- 特殊需求服務，包括兒童友善醫療環境設計與醫療遊戲治療師（Child life specialist）等輔助專業

值得注意的是，全球兒童醫院的營運模式存在顯著差異。英國國民保健署（NHS）體系下的兒童醫院多為公立性質，而美國則以私立非營利機構為主，如德州兒童醫院年診療量逾300萬人次，規模居全美之首。日本則採取「特定機能病院」制度，認可國立成育醫療研究中心等機構承擔國家級兒童轉診任務。
在亞太地區，新加坡透過竹腳婦幼醫院整合婦產科與兒科資源；澳洲則建立全國兒童健康網絡（Australian Paediatric Surveillance Unit），協調8家主要兒童醫院的罕見病例研究。這些發展趨勢反映現代兒童醫院已從單純治療機構轉型為兼具臨床服務、醫學創新與公共衛生功能的綜合體。